# حسن معوض
حسن معوض (1950) هو مذيع فلسطيني في قناة العربية ويقدم برنامج (نقطة نظام)

## المسيرة المهنية
ولد في أريحا، ودرس في الأردن، عمل معوض مذيعا بالقسم العربي لهيئة الإذاعة البريطانية. ثم عمل مذيعا بقناة العربية حيث قدّم برنامج (نقطة نظام) وانتقل بعد ذلك إلى لتلفزيون بي بي سي عربي وقدّم البرنامج الحواري «في الصميم». رجع للعمل في قناة العربية في يوليو 2011 ليقدّم برنامج بانوراما. يقدّم الآن برنامج «نقطة نظام» على قناة العربية.